# Akçakonak, Söke
Akçakonak là một xã thuộc huyện Söke, tỉnh Aydın, Thổ Nhĩ Kỳ. Dân số thời điểm năm 2010 là 1.716 người.